# Viagem

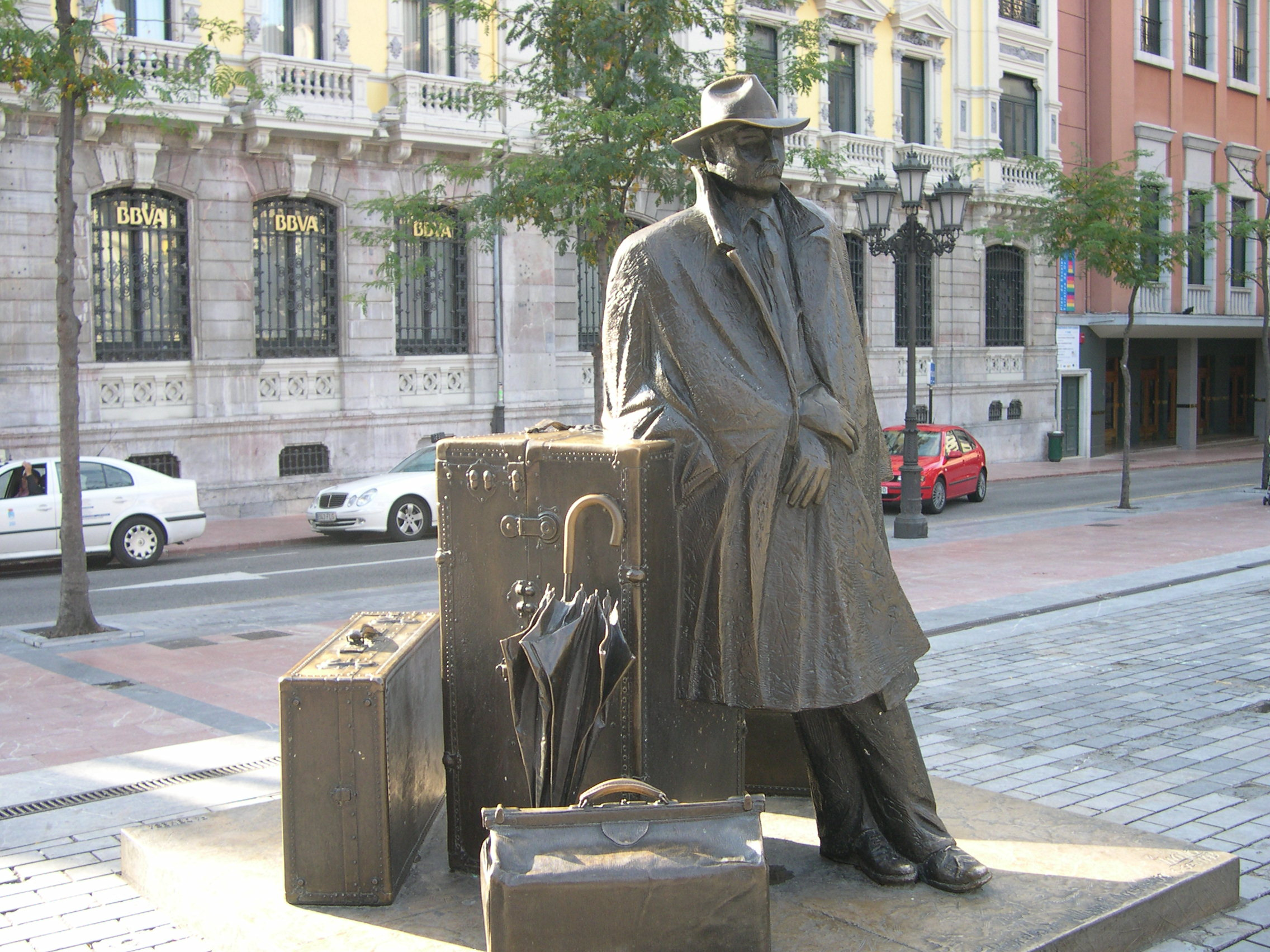

Uma viagem (do latim "viaticu", pelo provençal "viatge") é o movimento de pessoas entre locais relativamente distantes, com qualquer propósito e duração, e utilizando ou não qualquer meio de transporte (público ou privado). O percurso pode ser feito por mar, terra ou ar. Também se entende como viagem todo um período de deslocações com estadias mais ou menos longas em alguns destinos.
Uma viagem pode ser realizada com fins recreativos, para visitar amigos ou família, para realizar negócios ou para trabalhar (diariamente fazendo o percurso). No entanto, também se viaja por outras razões: por motivos de saúde, migrações, fuga a guerras, etc. A viagem pode ser local, regional, nacional (doméstica) ou internacional. Quando realizada a nível internacional, normalmente, as autoridades exigem um passaporte ou visto.
Na Grécia antiga, as viagens marítimas pelo Mar Mediterrâneo favoreceu muito a economia grega, pois a infertilidade das planícies gregas tornou a produção agrícola insuficiente para atender a necessidade de consumo. O relevo impedia a produção adequada de alimentos, na mesma proporção da demanda.
A alternativa foi o comércio através do das navegações que proporcionou o surgimento de uma classe de comerciantes ricos. Apesar de tal prosperidade, a atividade comercial era mal vista na Grécia Antiga, pois a aristocracia valorizava a posse da terra, em detrimento de qualquer outra atividade econômica.
A viagem para fora do entorno habitual do indivíduo, com duração inferior a um ano, e cujo propósito principal não é o exercício de atividade remunerada por entidades do local visitado, é chamada de viagem turística.
O automóvel foi o grande impulsionador das viagens privadas e para fins recreativos. A liberdade que trouxe às pessoas e a rapidez com que se passaram a cobrir as distâncias foi um dos grandes motivos para deslocações e troca de experiências e culturas. Mais tarde, o avião com bilhetes a preços acessíveis viria a facilitar ainda mais as viagens a uma escala global.
Hoje em dia, as viagens e o turismo são um dos mais importantes negócios a nível mundial, o que fez aumentar exponencialmente o número de agências de viagem, cuja função é a de reservar bilhetes de avião, hotel, automóvel de aluguer no destino, etc. O internauta pode agora, também, tratar de todos os procedimentos através da internet, incluindo fazer reservas online, trocar de casa com outros viajantes durante determinado período, ler artigos de outros viajantes em blogs, ou "fotoviajar" sem sair de casa através das experiências de outros.

## História das Viagens
A viagem está presente na história da humanidade desde o seu começo, foi principalmente por essa saída do local de origem para ocupar outro que se deu o povoamento de várias áreas do planeta, buscar diferentes condições de vida em outros lugares resultou na criação de povoados, cidades e na formação de culturas. Ressaltando que por um longo período, o ser humano era adepto ao nomadismo, assim não fixando residência em um único lugar. Mesmo depois da criação de cidades, a viagem se fez necessária para o comércio de produtos entre outras regiões.
As civilizações antigas, Grécia e Roma, foram precursoras do turismo para fins de lazer. A vida das sociedades Greco-Romanas tinha valores e conceitos diferentes dos que temos hoje, o ócio e as viagens eram apreciados enquanto o trabalho era desprezível. Os Jogos Olímpicos, realizados na Grécia Antiga, são um exemplo de evento turístico, que atraía multidões de diversas regiões.   
Com a chegada da Idade Média, o homem se torna preso a terra e ao trabalho servil, as viagens se tornam perigosas e caras, realizadas apenas em casos de suma importância. Viajar perdeu seu sentido voltado para o lazer, e ao adentrarmos na idade média as mesmas ganham um cunho exclusivamente religioso. Os dogmas religiosos sobressaem as iniciativas científicas e explicações racionais. Nesse período destacam-se a participação dos peregrinos, também denominados “palmeiros”, dentro do mundo das viagens, que cresciam de número com o aumento significativo das peregrinações pelo mundo, resultado da expansão do Cristianismo. Um marco desse período foi a descoberta da tumba de Santiago de Compostela.
Constantinopla era uma cidade decisiva nas rotas de comércio para os Europeus. A partir de sua tomada pelos Turcos Otomanos, um povo muçulmano, os Europeus foram forçados a encontrar novas rotas que os levassem ao oriente, assim dando início ao período das Grandes Navegações, que impulsiona o mundo das viagens novamente. 
A Revolução Industrial, começada no século XVIII, consolidou o turismo como uma atividade socioeconômica, principalmente pelo grande fluxo de dados, com revistas, mapas e guias de viagens. Thomas Cook, em 1841 fretou o vagão de um trem, e realizou a primeira excursão organizada do mundo contando com um roteiro pré- definido. Com o trabalho de pessoas como Thomas Cook, empresas especializadas em turismo vão surgindo, assim como revistas e mapas. Nesse momento, o turismo vai se divergindo das viagens tradicionais, em nome da religião e poder, como antes visto. As viagens denominadas turísticas são voltadas para própria satisfação, um investimento em nome de seu conhecimento, status ou bem-estar.
As décadas seguintes são marcadas pelo aumento expressivo da atividade turística e o uso de novos meios de transporte, como os aviões.